# Desmiphora dozieri
Desmiphora dozieri är en skalbaggsart som beskrevs av Maria Helena M. Galileo och Martins 2007. Desmiphora dozieri ingår i släktet Desmiphora och familjen långhorningar. Inga underarter finns listade i Catalogue of Life.